# Hydro thioperoxide
Hydro thioperoxide, còn được gọi là sunfanol, là hóa chất có cấu trúc H–S–O–H. Cấu tạo của nó giống với hydro peroxide, chỉ khác là một nguyên tử oxi bị thay thế thành một nguyên tử lưu huỳnh. Nó mang tính chất trung gian giữa hydro peroxide và hydro đisunfua, và cũng là hợp chất hydro chalcogenua chứa hai chalcogen khác loại đơn giản nhất.